# Italiens herrlandslag i fotboll
Italiens herrlandslag i fotboll (italienska: Nazionale di calcio dell'Italia), även kallade Gli azzurri och Squadra Azzurra vilket ungefär betyder de blå eller de medelhavsblå, är det landslag som representerar Italien inom herrfotbollen. 
Landslaget är ett av de framgångsrikaste med fyra VM-titlar och två EM-titlar. Det italienska landslaget har blivit känt för sitt defensiva spel (bland annat genom catenacciosystemet) med stort inslag av taktik men även för spelarnas teknik och anfallsskicklighet.

## Historia
Italien spelade sin första fotbollslandskamp söndagen den 15 maj 1910 i Milano. Frankrike stod för motståndet, och Italien vann matchen med 6–2. I fotbollsturneringen vid olympiska sommarspelen 1928 i Amsterdam vann Italien över Frankrike och Spanien men förlorade semifinalen mot Uruguay. I matchen om bronsmedaljerna kom Italien igen och utklassade Egypten med 11–3.

### 1930-talets storhetstid
Italiens absoluta storhetstid var under 1930-talet då landslaget under Vittorio Pozzos ledning vann VM 1934 och kunde försvara titeln 1938, en bedrift Italien och Brasilien är ensamma om i VM-historien. Det italienska landslaget under Pozzos ledning var känt för sitt starka försvar och för sina snabba kontringar. Laget lät motståndarna ha större delen av bollinnehavet, men när man väl erövrade bollen ställde laget blixtsnabbt om från försvar till anfall.
1934 vann man på hemmaplan under det av diktatorn Benito Mussolini regisserade VM-slutspelet. Det favorittyngda laget fick hjältestatus i ett Italien där fotbollen var ett propagandavapen för fascistregimen. Landslagets största spelare under den här tiden var Giuseppe Meazza och Silvio Piola. Italien vann även OS-guld i fotboll vid spelen i Berlin 1936 efter finalseger över Österrike.
I perioden alldeles efter andra världskriget dominerade Torino den italienska klubbfotbollen och många av lagets spelare var regelbundet med i det italienska landslaget. Den 4 maj 1949 på väg hem från en vänskapsmatch mot Benfica i Lissabon havererade deras flygplan i Supergakyrkan (se Supergaolyckan) utanför Turin. Samtliga spelare omkom. Italien deltog i VM 1950 och 1954 men misslyckades kvalificera sig för VM i Sverige 1958.

### EM-guld och VM-silver

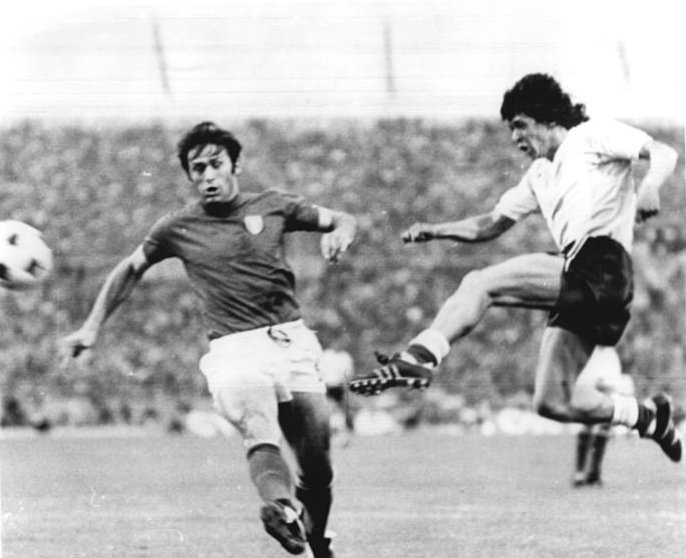
Italiens Tarcisio Burgnich och Argentinas René Houseman under VM 1974.

Efter andra världskriget började snart klubbarna få framgångar men landslaget lyckades inte komma tillbaka till storhetstidens form. Man hade problem i såväl VM 1962 som 1966 då man inte lyckades tag sig vidare till från gruppspelet. 1966 förlorade man sensationellt mot Nordkorea. Detta samtidigt som italienska klubblag som AC Milan och Inter vann Europacupen. Förbundet anställde nu Helenio Herrera som förbundskapten, Herrera som lett Inter till stora framgångar, införde catenaccio, det defensiva spelupplägg som blivit starkt förknippat med italiensk fotboll sedan dess. Detta fortsatte under Herreras efterträdare Ferruccio Valcareggi. 
1968 skulle landslaget äntligen få framgång igen då man vann EM. Ett extremt defensivt lag vann i finalen mot Jugoslavien hemma i Rom. 1970 nådde Italien VM-final för första gången på 32 år men förlorade klart mot Brasilien. I laget återfanns spelare som speluppläggarna Alessandro Mazzola och Gianni Rivera, lagkaptenen Giacinto Facchetti och strikern Luigi Riva.
När Ferruccio Valcareggi avgick 1974 tog Fulvio Bernardini över som förbundskapten efter att Italien åkt ut redan i gruppspelet i VM, men ett år senare utsågs Enzo Bearzot till förbundskapten. Förbundskapten Bearzot kunde fira sin första framgång i VM-slutspelet 1978 där Italien övertygade i inledningen av turneringen med bland annat seger över värdlandet och blivande världsmästarna Argentina. Ett offensivt lag med Bearzots upptäckt Paolo Rossi som en av stjärnorna slutade slutligen på en fjärdeplats.
1980 blev man fyra i EM på hemmaplan.

### VM-guldet 1982

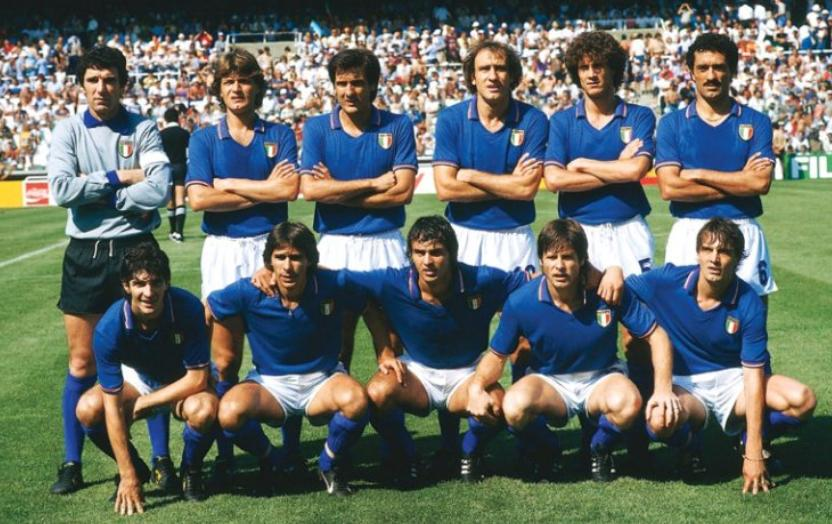
Italiens VM-lag 1982

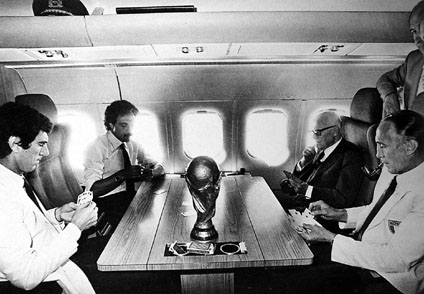
Flyget på väg hem från VM 1982: Dino Zoff, Franco Causio, Sandro Pertini och Enzo Bearzot spelar scopa i Aeronautica Militares DC-9.

Den stora triumfen under Bearzots tid som förbundskapten skulle komma som en överraskning när Italien vann VM 1982. Efter en svag inledning med tre oavgjorda matcher fick laget allt att stämma och man slog de regerande världsmästarna Argentina och storfavoriterna i Brasilien. Vändningen kom när man tog sin första seger via 2–1 mot Argentina i det andra gruppspelet. I en klassisk match vann man sedan mot Brasilien med 3–2 och via 2–0 i semifinalen mot Polen kunde man sedan vinna finalen genom att defilera mot de regerande Europamästarna Västtyskland med 3–1. Den stora hjälten var Paolo Rossi som gjorde avgörande mål i de sista matcherna, bland annat ett hattrick mot Brasilien. Målvakten Dino Zoff var lagkapten och blev den äldsta att vinna VM med sina 40 år. Zoff hade varit med och vunnit EM redan 1968.

### Landslaget 1982–1990
Efter VM-segern hamnade i laget i en svacka och misslyckades att kvalificera sig för EM-slutspelet i Frankrike 1984. Laget förlorade bland annat klart mot Sverige som inte heller lyckades kvalificera sig för EM-slutspelet. I VM-slutspelet 1986 spelade man oavgjort mot Bulgarien (1–1). I nästa match spelade man åter 1–1 mot de blivande mästarna Argentina. I nästa match tog man en knapp seger mot Sydkorea med 3–2. I åttondelsfinalen föll laget tungt mot de blivande bronsmedaljörerna Frankrike med 0–2. Enzo Bearzot avgick som förbundskapten.  
När VM gick i Italien 1990 var man skyhöga favoriterna och imponerande stort innan man åkte ut i semifinalen mot Argentina på straffar. Man hade flera tunga profiler i laget: Walter Zenga, Paolo Maldini, Franco Baresi, Gianluca Vialli, Giuseppe Bergomi och en ung Roberto Baggio för att nämna några. Ändå var det en doldis som skulle kliva fram, Salvatore Schillaci vann VM:s skytteliga.

### Landslaget under 1990-talet
1992 var man inte med i EM-slutspelet. Vid USA-VM 1994 var förväntningarna höga på Italien i allmänhet och Roberto Baggio i synnerhet. Italien gick till VM-final mycket tack vare hans fem mål på sju matcher. Han gjorde avgörande mål i åttondels-, kvarts- och semifinal med välplacerade skott innanför stolpen eller via stolpen i mål. Finalen förlorades mot Brasilien som slutade 0–0 och avgjordes genom straffsparksläggning. 
1996 var Italien med i EM-slutspelet i England. Man vann den första matchen med 2–1 mot Ryssland, men förlorade mot Tjeckien med samma siffror. I den sista matchen mot Tyskland, där seger skulle ha tagit laget till kvartsfinal, blev det bara 0–0. Därmed blev det hemgång direkt efter gruppspelet. Anmärkningsvärt missade Gianfranco Zola en straff i Tysklandmatchen. 1998 gick Italien till kvartsfinal men förlorade där på straffläggning mot värdlandet Frankrike (som senare även skulle bli världsmästare).

### EM-silver 2000 men misslyckade VM och EM

Francesco Totti i EM-finalen mot Frankrike 2000.

EM 2000 var Italien tillbaka och gjorde sin bästa EM-turnering sedan EM-guldet 1968. Man gjorde dåliga resultat men under EM-slutspelet visade man vilket turneringslag Italien ofta har förmågan till att vara.
Italien vann samtliga matcher i gruppspelet. Man slog bland annat Turkiet med 2–1, värdnationen Belgien med 2–0 och Sverige med 2–1. I kvartsfinalen slogs Rumänien ut med 2–0. I semifinalen vann Italien mot värdnationen Nederländerna på straffar. I finalen förlorade man med 1–2 mot Frankrike. Då hade Italien tidigare tagit ledningen med 1–0. (Målet gjordes av Delvecchio). I finalen föll man på nytt mot Frankrike efter ett franskt kvitteringsmål på övertid av ordinarie tid och sedan ett segermål under övertiden. Den spelare som avgjorde för Frankrike var David Trezeguet.
Italien kvalade in i VM 2002 som favoriter. I första matchen slog man Ecuador med 2–0 efter två mål av Vieri. I andra matchen förlorade man med 1–2 mot Kroatien. Tack vare Del Pieros mål mot Mexiko (1–1) kunde man ta sig till åttondelsfinalen. Där förlorade man överraskande mot hemmalaget Sydkorea (1–2) under förlängning efter flera omdiskuterade domslut. Italien kvalade även in till EM 2004 men lyckades inte i slutspelet i Portugal. Man slog Bulgarien med 2–1 och fick oavgjort mot Sverige och Danmark. Sverige, Italien och Danmark hade vunnit mot Bulgarien, men italienarna hade lägst antal mål i de oavgjorda matcherna och genom målskillnad i inbördes möte slogs Italien ut.

### Det fjärde VM-guldet

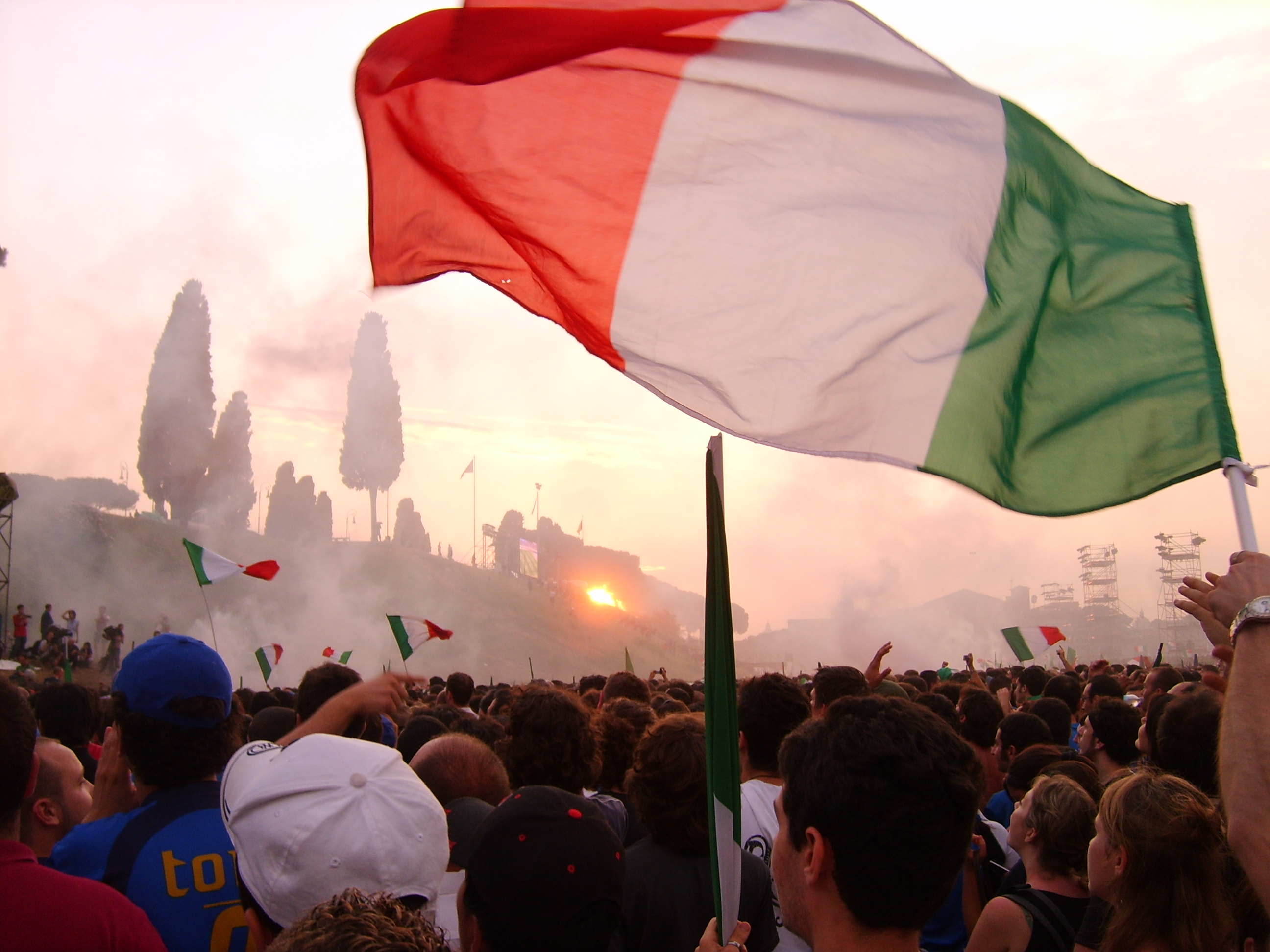
Italienska fans firar VM-guldet 2006.

I VM 2006 inledde Italien VM med seger med 2–0 mot Ghana. Det italienska laget vann varje match, utom en gruppmatch mot USA, där Cristian Zaccardo gjorde självmål vilket ledde till det oavgjorda resultatet 1–1. Daniele De Rossi fick rött kort i matchen mot USA efter att ha armbågat Brian McBride i ansiktet och blev avstängd i fyra matcher och fick böta 10 000 CHF. Gruppspelet avslutades med 2–0 mot Tjeckien.
I åttondelsfinalen mot Australien fick Italien en omdiskuterad straff i den femte tilläggsminuten som Francesco Totti slog i mål. I kvartsfinalen vann Italien med 3–0 mot Ukraina. Semifinalen mot värdlandet Tyskland var länge en spännande uppgörelse. Efter både stolp- och ribbträffar gjorde Fabio Grosso 1–0 vid hörna i den näst sista minuten (i förlängningen) med ett skruvat skott och i den sista minuten Alessandro Del Piero 2–0 med en skruvad bredsida. I finalen mot Frankrike vann Italien efter straffsparksläggning. Frankrikes Zinedine Zidane hade då blivit utvisad och Frankrikes andra stora stjärna, Thierry Henry, var utbytt. Zidanes utvisning kom efter att han hade skallat Marco Materazzi på bröstkorgen. Materazzi hade innan dess sagt något till Zidane som gjorde honom upprörd.

### 2006–2014
Efter VM lämnade Lippi och istället tog Roberto Donadoni över som förbundskapten och ledde landslaget genom EM-kvalet där Italien blev gruppsegrare. Italien gick vidare från gruppspelet i EM-slutspelet 2008 men förlorade kvartsfinalen mot blivande europamästarna Spanien på straffar. 
Donadoni avgick och Marcello Lippi gjorde comeback som förbundskapten och ledde landslaget till VM-slutspel 2010. Där lyckades inte Italien ta sig vidare från gruppspelet och slutade på två poäng. Inför kvalet till EM 2012 tog Cesare Prandelli över. I EM-slutspelet tog sig Italien för tredje gången till final efter semifinalseger mot Tyskland med 2–1 efter två mål av Mario Balotelli. I finalen förlorade laget klart mot Spanien med 4–0.
I EM-kvalet 2016 i Frankrike kom Italien på första plats i Grupp H utan att förlora någon av de tio kvalmatcherna. Italien gick sen vidare från EM-gruppspelet efter 2–0 mot Belgien (Emanuele Giaccherini 32', Graziano Pelle 90'+3) och 1–0 mot Sverige (Eder 88'). Man mötte därefter Spanien i åttondelsfinalen som man vann med 2–0 (Giorgio Chiellini 32', Graziano Pelle 90'+1). I kvartsfinalen mot Tyskland förlorade man efter straffar. Matchen mot Tyskland blev förbundskapten Antonio Contes sista match för landslaget.

### Missat kval till VM 2018
Under kvalet till VM 2018 hamnade Italien i samma grupp som Spanien, som var för svåra för dem och som fick dem att sluta på andraplats i gruppen, vilket ledde till ett playoff. Där lottades man mot Sverige. Det första mötet på Friends Arena utanför Stockholm förlorade de med 1–0. Under returmötet på sin hemmaplan i Milano lyckades de aldrig få hål på Sverige och fiaskot blev fullbordat. För första gången på 60 år, och tredje gången totalt, (efter 1930 och 1958) missade Italien VM, vilket också innebar att Italien förlorade sitt med Tyskland delade rekord som de landslag som deltagit i näst flest VM-turneringar efter Brasilien (genom att ha missat 3 VM-turneringar). Efter det fiaskot slutade Giorgio Chiellini, Andrea Barzagli, Daniele De Rossi samt kaptenen och trotjänaren Gianluigi Buffon i landslaget. Buffon stannade därmed på 175 landskamper, vilket är överlägset flest i det landslagets historia samt fjärde flest herrlandskamper någonsin.

### 2018 och senare
Efter att ha missat VM var det nya tag som gällde. Under hösten 2018 spelades den första upplagan av Nations League, och Italien spelade i A-ligan (som är den högsta nivån av formatet). Man hamnade i en grupp med Portugal och Polen. Italien slutade tvåa i gruppen bakom Portugal, vilket innebar att man inte gick till slutturneringen.
Kvalet till EM 2020 gick betydligt bättre för Italien, och man toppade gruppen med tio raka segrar och 37–4 som målskillnad. Dock sköts turneringen fram ett år på grund av coronapandemin, och i stället för EM blev det Nations League-spel som kom efter kvalet.
Under Nations League 2020/2021 slutade Italien etta i gruppen efter tre segrar respektive oavgjorda och kvalificerade sig därmed till turneringen.
Italien vann guld i Europamästerskapet i fotboll 2020.
Nations League turneringen 2021 slutade med ett brons för Italien efter seger mot Belgien i bronsmatchen. Under semifinalen mot Spanien förlorade man med 1–2, vilket bröt lagets obesegrade svit på 37 matcher, en svit som var intakt under drygt tre år.
I VM-kvalet 2022 hamnade Italien på en andraplats bakom Schweiz och kvalificerade sig därmed till playoffspel. I detta förlorade man hemma mot Nordmakedonien, varför Italien därmed inte går vidare till VM.

## Matchstället
Italiens blå tröja har fått sin blå färg från det tidigare italienska kungahusets färg, savojblått. Italiens traditionella matchställ består av blå tröja tillsammans med vita shorts och blå strumpor. Den blå färgens nyans har varierat genom åren. Italiens landslagsvapen har även ändrats flera gånger. Man hade först det italienska kungahusets vapen, samma som fram till 1945 återfanns på den italienska trikoloren. Sedan hade man ett vapen i de italienska färgerna fram till mitten av 1980-talet då man började använda fotbollsförbundets märke. 
Det italienska andrastället består traditionellt av vit tröja med blå byxor. Numera går det helt i vitt.
Italien höll länge fast vid principen om att inte ha något företagslogotyp synlig på matchstället. Det dröjde fram till 1990-talet. 1982 skedde en kompromiss där det inte fanns något sportmärke på matchtröjan men väl på överdragsstället som Italien trots hög värme hade på sig under uppställningen före match. Matchställsleverantörer genom åren har bland annat Le Coq Sportif, Diadora, Nike, Kappa och Puma AG varit.

## Spelare

### Profiler genom tiderna
- Demetrio Albertini
- Roberto Baggio
- Franco Baresi
- Gianluigi Buffon
- Mauro Camoranesi
- Fabio Cannavaro
- Antonio Cassano
- Alessandro Costacurta
- Ciro Ferrara
- Gennaro Gattuso
- Fabio Grosso
- Alberto Gilardino
- Filippo Inzaghi
- Paolo Maldini
- Alessandro Nesta
- Alessandro Del Piero
- Daniele De Rossi
- Luigi Riva
- Paolo Rossi
- Francesco Totti
- Luca Toni
- Christian Vieri
- Dino Zoff
- Gianni Rivera
- Bruno Conti
- Franco Baresi
- Andrea Pirlo
- Giacinto Facchetti
- Marco Tardelli
- Antonio Conte
- Marco Materazzi
- Mario Balotelli
- Lorenzo Insigne
- Giuseppe Meazza
- Giorgio Chiellini
- Leonardo Bonucci
- Gianluca Zambrotta
- Gianfranco Zola

### Spelartruppen
Följande spelare var uttagna till Uefa Nations League-matcherna mot Tyskland, Ungern och England den 4–14 juni 2022.
Matcher och mål är korrekta per 1 juni 2022 efter matchen mot Argentina.
| Nr | Pos. | Namn                 | Födelsedatum (ålder) | Matcher | Mål |           | Klubb               |
| -- | ---- | -------------------- | -------------------- | ------- | --- | --------- | ------------------- |
|    | MV   | Gianluigi Donnarumma | 25 februari 1999     | 43      | 0   | Frankrike | Paris Saint-Germain |
|    | MV   | Alessio Cragno       | 28 juni 1994         | 2       | 0   | Italien   | Cagliari            |
|    | MV   | Alex Meret           | 22 mars 1997         | 2       | 0   | Italien   | Napoli              |
|    | MV   | Pierluigi Gollini    | 18 mars 1995         | 1       | 0   | England   | Tottenham Hotspur   |
|    |      |                      |                      |         |     |           |                     |
|    | F    | Leonardo Bonucci     | 1 maj 1987           | 116     | 8   | Italien   | Juventus            |
|    | F    | Alessandro Florenzi  | 11 mars 1991         | 47      | 2   | Italien   | Milan               |
|    | F    | Francesco Acerbi     | 10 februari 1988     | 23      | 1   | Italien   | Lazio               |
|    | F    | Giovanni Di Lorenzo  | 4 augusti 1993       | 20      | 2   | Italien   | Napoli              |
|    | F    | Leonardo Spinazzola  | 25 mars 1993         | 19      | 0   | Italien   | Roma                |
|    | F    | Alessandro Bastoni   | 13 april 1999        | 12      | 0   | Italien   | Inter               |
|    | F    | Cristiano Biraghi    | 1 september 1992     | 12      | 1   | Italien   | Fiorentina          |
|    | F    | Gianluca Mancini     | 17 april 1996        | 7       | 0   | Italien   | Roma                |
|    | F    | Davide Calabria      | 6 december 1996      | 5       | 0   | Italien   | Milan               |
|    | F    | Federico Dimarco     | 10 november 1997     | 0       | 0   | Italien   | Inter               |
|    | F    | Luiz Felipe          | 22 mars 1997         | 0       | 0   | Italien   | Lazio               |
|    | F    | Federico Gatti       | 24 juni 1998         | 0       | 0   | Italien   | Frosinone           |
|    | F    | Giorgio Scalvini     | 11 december 2003     | 0       | 0   | Italien   | Atalanta            |
|    |      |                      |                      |         |     |           |                     |
|    | MF   | Nicolò Barella       | 7 februari 1992      | 37      | 7   | Italien   | Inter               |
|    | MF   | Bryan Cristante      | 3 mars 1995          | 23      | 2   | Italien   | Roma                |
|    | MF   | Manuel Locatelli     | 8 januari 1998       | 22      | 3   | Italien   | Juventus            |
|    | MF   | Lorenzo Pellegrini   | 19 juni 1996         | 21      | 3   | Italien   | Roma                |
|    | MF   | Matteo Pessina       | 21 april 1997        | 13      | 4   | Italien   | Atalanta            |
|    | MF   | Sandro Tonali        | 8 maj 2000           | 8       | 0   | Italien   | Milan               |
|    | MF   | Salvatore Esposito   | 7 oktober 2000       | 0       | 0   | Italien   | SPAL                |
|    | MF   | Davide Frattesi      | 22 september 1999    | 0       | 0   | Italien   | Sassuolo            |
|    | MF   | Tommaso Pobega       | 15 juli 1999         | 0       | 0   | Italien   | Torino              |
|    | MF   | Samuele Ricci        | 21 augusti 2001      | 0       | 0   | Italien   | Torino              |
|    |      |                      |                      |         |     |           |                     |
|    | A    | Andrea Belotti       | 20 december 1993     | 43      | 12  | Italien   | Torino              |
|    | A    | Giacomo Raspadori    | 18 februari 2000     | 10      | 3   | Italien   | Napoli              |
|    | A    | Matteo Politano      | 3 augusti 1993       | 4       | 3   | Italien   | Napoli              |
|    | A    | Gianluca Scamacca    | 1 januari 1999       | 4       | 0   | Italien   | Sassuolo            |
|    | A    | Gianluca Caprari     | 30 juli 1993         | 0       | 0   | Italien   | Hellas Verona       |
|    | A    | Matteo Cancellieri   | 12 februari 2002     | 0       | 0   | Italien   | Hellas Verona       |
|    | A    | Wilfried Gnonto      | 5 november 2003      | 0       | 0   | Schweiz   | Zürich              |
|    | A    | Alessio Zerbin       | 3 mars 1999          | 0       | 0   | Italien   | Napoli              |

## Förbundskaptener
- Augusto Rangone (1925–1928)
- Carlo Carcano (1928–1929)
- Vittorio Pozzo (1929–1948)
- Ferruccio Novo (1949–1950)
- Giuseppe Viani (1960)
- Giovanni Ferrari (1960–1961)
- Edmondo Fabbri (1962–1966)
- Ferruccio Valcareggi (1966–1974)
- Fulvio Bernardini (1974–1975)
- Enzo Bearzot (1975–1986)
- Azeglio Vicini (1986–1991)
- Arrigo Sacchi (1991–1996)
- Cesare Maldini (1997–1998)
- Dino Zoff (1998–2000)
- Giovanni Trapattoni (2000–2004)
- Marcello Lippi (2004–2006)
- Roberto Donadoni (2006–2008)
- Marcello Lippi (2008–2010)
- Cesare Prandelli (2010–2014)
- Antonio Conte (2014–2016)
- Giampiero Ventura (2016–2017)

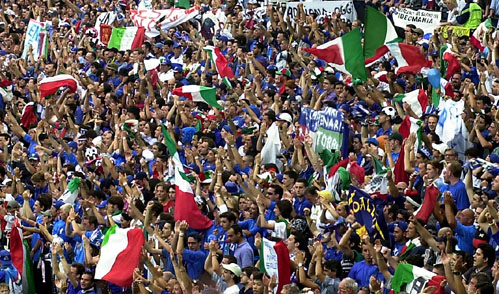
Italienska fans

- Luigi Di Biagio (2018) (tillförordnad)
- Roberto Mancini (2018–2023)
- Luciano Spalletti (2023–)